# Gina Pane
Gina Pane (Biarritz, 1939. május 24. – Párizs, 1990. március 5.) olasz származású művész, a Body art és performance képviselője.
A párizsi Ecole des Beaux-Arts-ban tanult. 1970-es években tűnt fel testművészeti fellépéseivel.  
A testaktus jelentőségét az általa kialakított zavaró jelenségek felerősítették: saját magát tette ki a maga kiváltotta erőszaknak. A sebek, égések, erek felszaggatása és a saját testében előidézett biológiai zavarok nyomasztóan kényelmetlen lelkiállapotokat  és gondolatokat provokáltak a közönségben. Művészetének középpontjában az erőszak mindennaposságának megjelenítése állt. Az erőszak elutasítja az embert, az életet, a szenvedést, ahogy azt a háború, deportálások stb. bizonyították. Az önpusztításnak is nagy szerepe volt akcióiban. Romlott húst nyelt, macska módjára lefetyelte a tejet, mentával és tejjel keverve üvegszilánkokat nyalogat. Az ösztönök erejét és szerepét mutatta be ezekben az akcióiban. Gina Pane akciói lehetetlenné tették a nézők közömbösségét, közvetítették iszonyát, kiszolgáltatottságát, rádöbbentve a nézőt a testnek mint tudatnak a jelentőségére.
Performanszai áthatotta tiszta gondolat, intellektuális és érzékeny analízis: hónapokon át készült előadásaira (jegyzetek, vázlatok, olvasás és tudatos, éles létgyakorlatok), valamint fizikai tréningekkel is alkalmassá tette magát az akcióra. (Romlott hús fogyasztása, hosszas álldogálás égő gyertyák felett stb.) A testet elmélkedő és szenvedő anyaggá változásában ragadta meg.
Az önmagán ejtett vágások (test deformálása, metaforikus roncsolása, a fájdalom újrateremtése, az identitás felszámolása) kiszámított, alaposan kidolgozott, jelentéssel teli veszélyhelyzetek voltak. Gina Pane akciói Journiac body art performanszait fejlesztették tovább.

## Művei
- Escalade sanglante (Éles mászóka): (1971) Ebben a művész kiélesített létrafokokat mászott meg csupaszon hagyott tenyerével és talpával.
- Felkészülés: Egy vaságyon feküdt, mely alatt gyertyák égtek.
- Sang, lait chaud: (1972) (Vér, meleg tej): Saját párizsi lakásában rendezte meg a performanszot a „Fehér nem létezik” c. installációban. Zsilettpengével vagdosta magát, majd váratlanul ismét magába, hol a hátába, hol az arcába vágta a pengét. Amikor az arcához ért, a nézők felsikoltottak: „Az arcot ne!” A nézők reakcióiból rögtön kiderült, hogy az arc az minden körülmények között tabunak számított.
- Transfert: (1973),
- Psyché: (1974)
- Le cas u. 2 sur le ring: (1976)

## Kiállítások
- 1977 documenta 6, Kassel
- 1999 John Hansard Gallery, Southampton
- 2000 Galerie im Taxispalais, Innsbruck
- 2001 John Hansard Gallery, Southampton; Galerie Krinzinger, Wien
- 2002 Arnolfini, Bristol
- 2003 Les 20 ans des FRAC / Franciaország; Neue Galerie, Graz; Raffaella Cortese, Mailand
- 2004 Passage de Retz, Paris; Crac Alsace, Altkirch
- 2005 Centre Pompidou, Paris; Mamco Genf; Chateau de Carcassonne; Museum für Gegenwartskunst, Siegen